# Hizbollah Kurd
Hizbollah Kurd (Secció de Déu) fou un moviment terrorista islamista kurd establert a Turquia a partir de 1979 que va arribar a tenir força importància i estava format per diversos grups locals. Es creu que els serveis secrets el van infiltrar i dirigir. El 1987 es va dividir en dos gran grups, Ilim i Menzil. El 1988 es va originar una branca separada revolucionaria al Kurdistan Iraquià. El 2000 es van produir uns segrestos a Istanbul i després de la repressió que va seguir el grup va desaparèixer.
Contra el que el seu nom podria fer pensar, no té cap relació amb Hezbol·là del Líban.